# Przytór
Przytór (deutsch Pritter) ist ein Stadtteil von Świnoujście (Swinemünde) in der polnischen Woiwodschaft Westpommern.

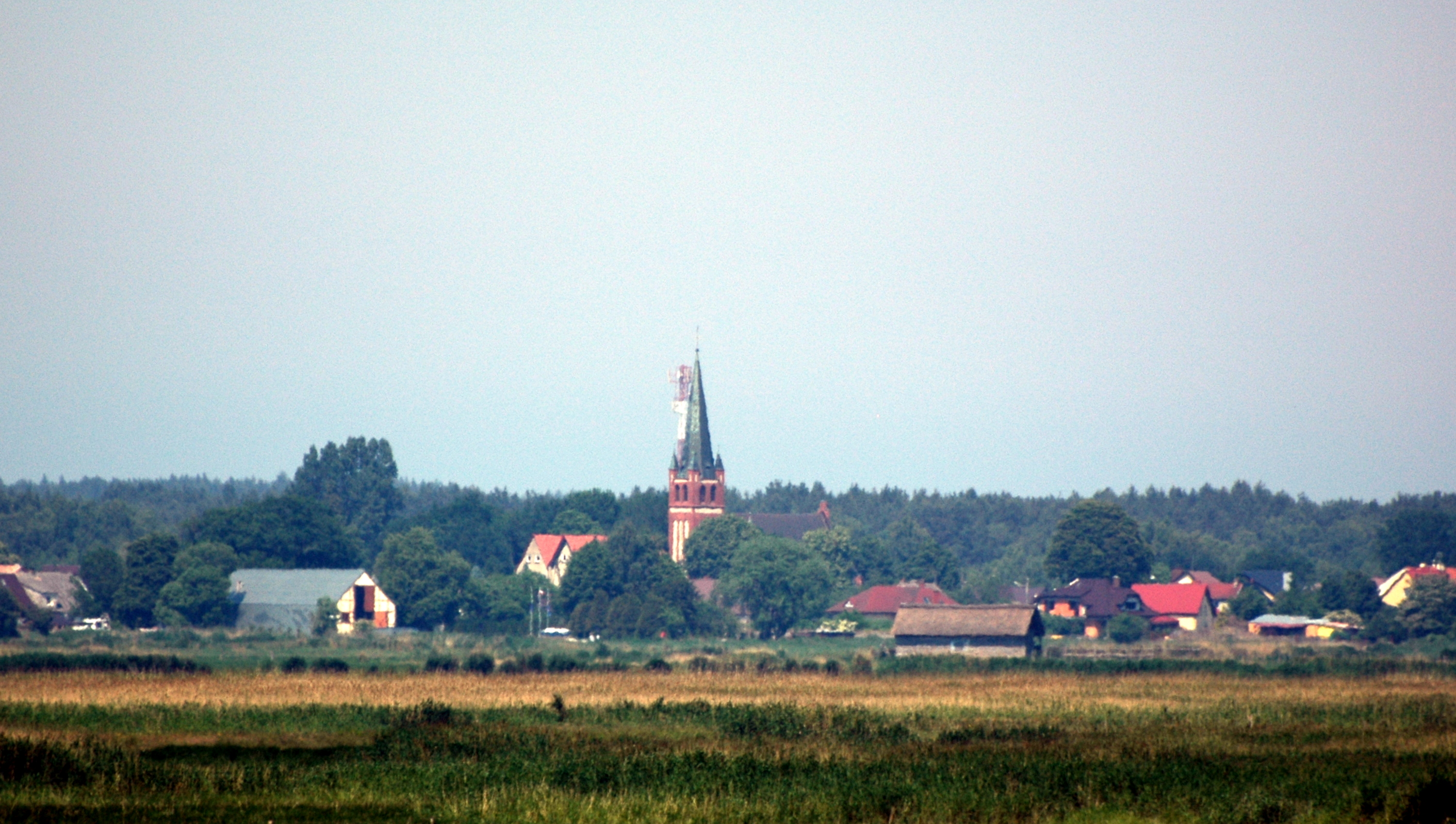
Blick auf Przytór

## Geographische Lage

Dorf Pritter südöstlich der Ostsee-Hafenstadt Swinemünde an der Pommerschen Bucht auf einer Karte der Stadt und ihrer Umgebung von 1910

Die Ortschaft liegt auf der gleichnamigen Halbinsel im Westen der Insel Wolin, südöstlich des Stadtkerns von Swinemünde. Südlich der Ortschaft verläuft die Alte Swine (Stara Świna) und östlich liegt der Große Vietzinger See (Jezioro Wicko Wielkie).

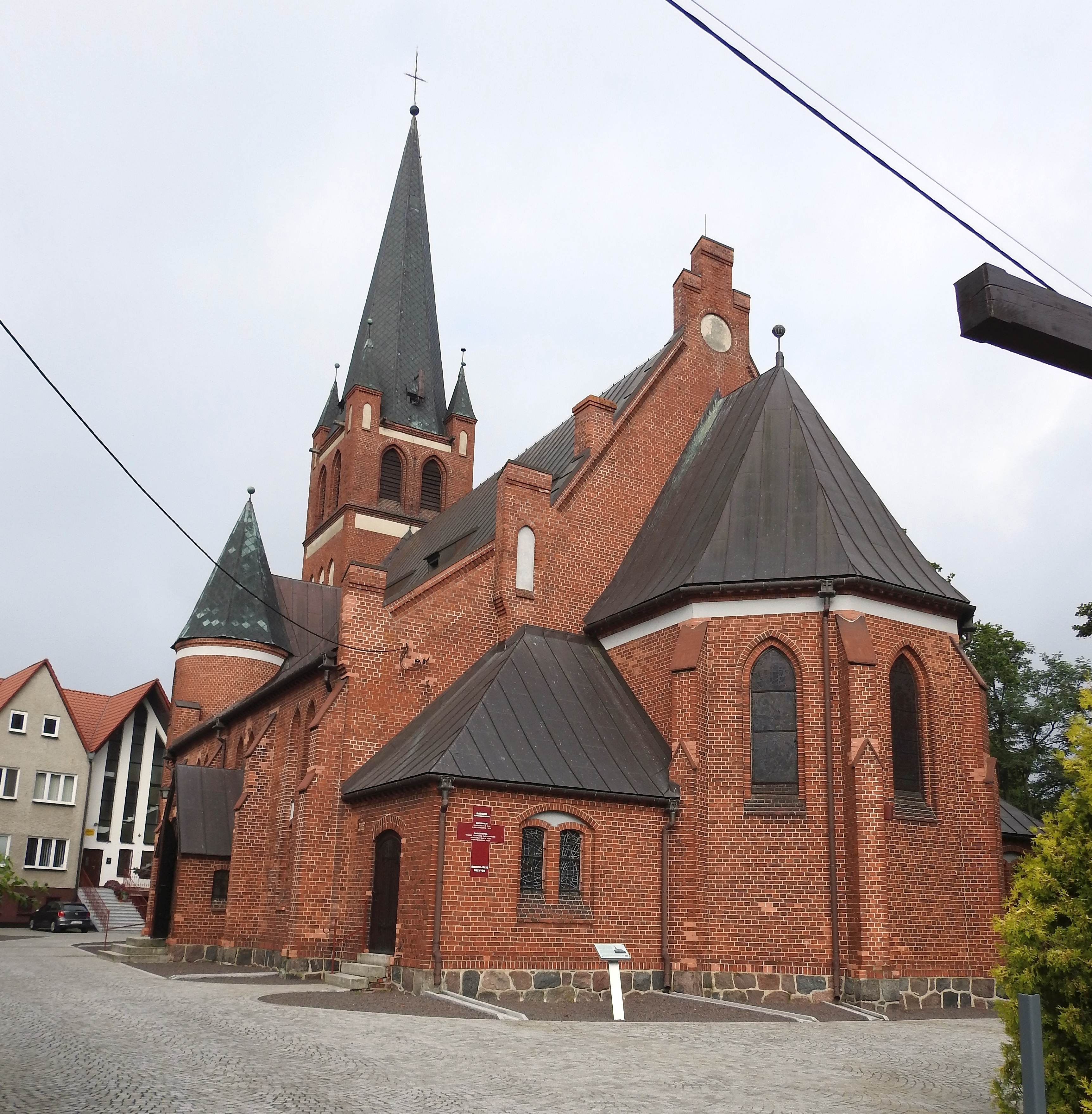
Dorfkirche

## Geschichte
Pritter wurde 1339 in einer Urkunde der Herzöge Bogislaw V., Barnim V. und Wartislaw V. von Pommern-Wolgast erwähnt. Wahrscheinlich befand sich hier zu dieser Zeit ein Festes Haus, von dem aus die Herzöge ihre Zollansprüche auf der Swine sicherten. Während der Landesteilung 1372 verblieb Pritter beim Wolgaster Teil. In der ersten Hälfte des 15. Jahrhunderts hatte Sophia (1375–1450), Tochter Herzog Heinrichs des Eisernen von Holstein, ihren Witwensitz zu Caseburg und Pritter. Anschließend residierte Herzog Erich II. in Pritter bis 1458 Stettiner Bürger, wahrscheinlich wegen des hier erhobenen Zolls, den Herzogssitz sowie dessen Hof in Ostswine zerstörten.
Pritter war ein Amtsdorf, in dem unter anderem ein herzoglicher Holzvogt und ein Fischkieper ihren Sitz hatten. Letzterer führte die Aufsicht über die Fischerei im Stettiner Haff und nahm die damit verbundenen Abgaben und auch den Zoll auf der Swine ein. Nach der Einführung der Reformation in Pommern und der Säkularisation gehörte der Ort zum Amt Wollin. Die Fischerei war die Haupteinkommensquelle der Bevölkerung. Landwirtschaftlich wurde vor allem Viehzucht betrieben.
Während des Dreißigjährigen Krieges wurde Pritter von den kaiserlichen Truppen weitgehend verwüstet. Nach dem Aussterben des Greifenhauses 1637 kam der Ort mit dem Amt Wollin an den schwedischen Generalgouverneur Johan Banér, dessen Erben den Besitz 1648 an die schwedische Krone abtraten.

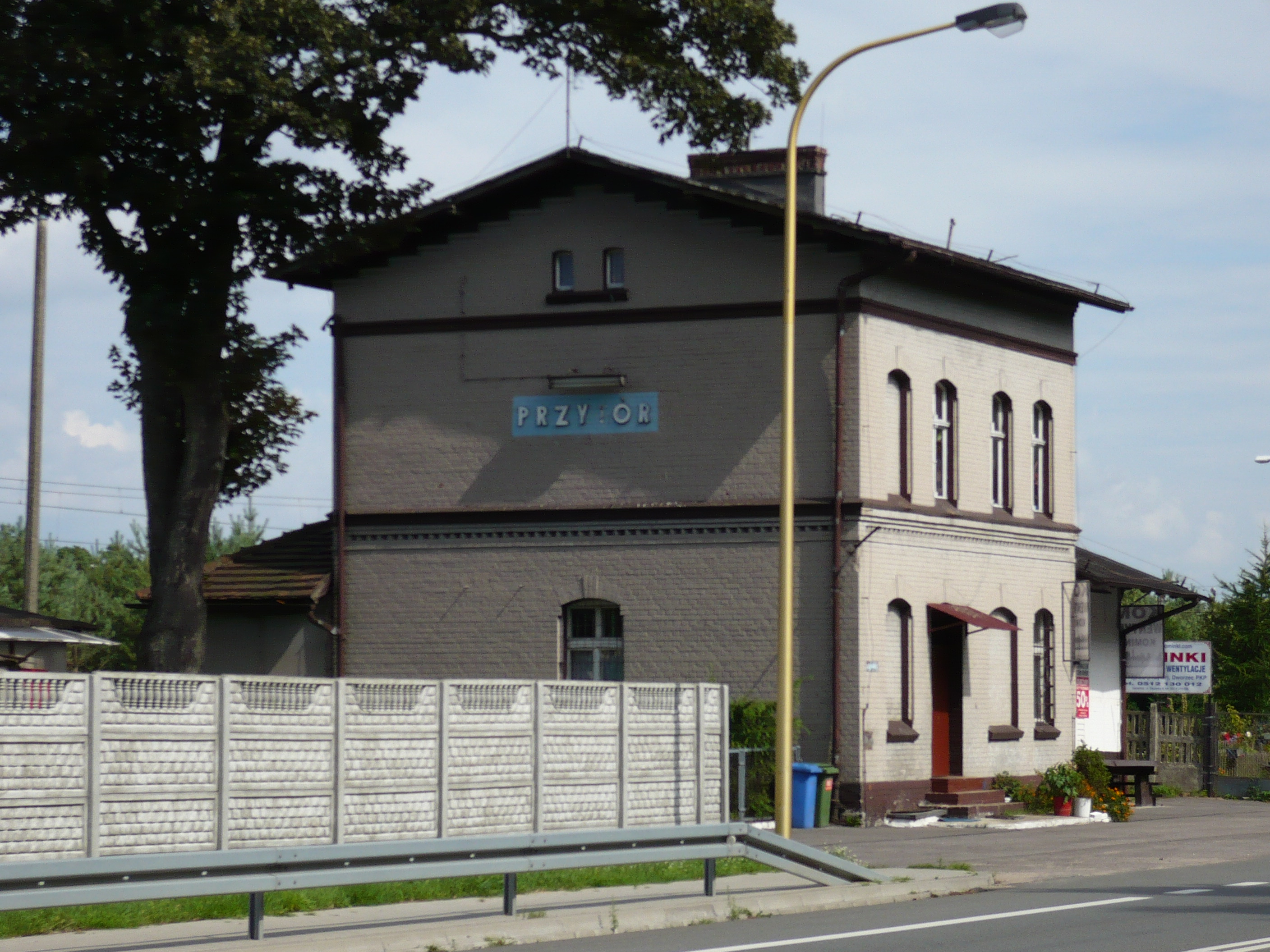
Bahnhofsgebäude

Während des Großen Nordischen Krieges kamen die Inseln Wolin und Usedom an Preußen. Mit dem Ausbau des Seehafens Swinemünde in der Mitte und besonders in der zweiten Hälfte des 18. Jahrhunderts wurden Büdner und Einlieger in Pritter angesiedelt, die vor allem im Forst und im Swinemünder Hafen Arbeit fanden. Im 19. Jahrhundert wurde Pritter zur bevölkerungsreichsten ländlichen Ortschaft auf Wollin. Die Bevölkerung stieg bis 1939 auf 1345 Einwohner an.
Am Ortsteil Haferhorst wurde die Reichsstraße 111 (heute DK 3) vorbeigeführt. 1900 erhielt Pritter einen Bahnhof an der Strecke Stettin–Swinemünde.
Während des Zweiten Weltkriegs wurde im Ort die Flugabwehrstellung „Pritter“ erbaut. Sie diente der Luftverteidigung von Swinemünde. Das außergewöhnliche der Anlage war, dass die Bunker zur Tarnung die Form eines Wohnhauses und eines Schuppens erhielten. Heute ist die vollständig erhaltene Stellung ein kleines Museum der Zeitgeschichte.
Bis 1945 gehörte Pritter zum Landkreis Usedom-Wollin im Regierungsbezirk Stettin der preußischen Provinz Pommern des Deutschen Reichs.
Gegen Kriegsende wurde die Insel Wollin mit Pritter im Frühjahr 1945 von der Roten Armee besetzt und später von der Sowjetunion zusammen mit ganz Hinterpommern unter polnische Verwaltung gestellt. Der Ort wurde in Przytór umbenannt und es begann die Zuwanderung polnischer Migranten, einhergehend mit der Vertreibung der einheimischen Bevölkerung durch die örtliche polnische Verwaltungsbehörde.
Przytór wurde am 1. Januar 1973 in die Stadt Świnoujście eingemeindet.

### Demographie
| Jahr | Anzahl Einwohner | Anmerkungen                                         |
| ---- | ---------------- | --------------------------------------------------- |
| 1818 | 607              | [ 6 ]                                               |
| 1859 | 1068             | in 200 Familien, 128 Wohnhäuser                     |
| 1867 | 1079             | am 3. Dezember                                      |
| 1871 | 1081             | am 1. Dezember, davon 1078 Evangelische, drei Juden |
| 1925 | 1202             | [ 9 ]                                               |
| 1933 | 1197             | [ 9 ]                                               |
| 1939 | 1345             | [ 9 ]                                               |

Der Stadtteil hat heute ungefähr 800 Einwohner.

## Pritter Aal
Der Aalfang bei Pritter war bereits im 16. Jahrhundert sehr einträglich. Im 18. und 19. Jahrhundert waren die Pritter Aale weit über die Grenzen der Provinz Pommern bekannt. Die unter diesem Namen verkauften, vor allem nach Berlin und in die Provinzen Brandenburg und Schlesien gelieferten, gespickten Räucheraale kamen aber auch aus anderen Fischerdörfern am Stettiner Haff, da wegen sinkender Fangzahlen die Nachfrage sonst nicht bedient werden konnte.

## Sehenswürdigkeiten
- Katholische Herz-Jesu-Kirche, neugotischer Backsteinbau mit 43 Meter hohem Turm, erbaut 1901–1902, bis 1945 evangelisch[14]
- Flakstellung Pritter – Museum s. o.